# Sergio Cotta
Il conte Sergio Cotta (Firenze, 6 ottobre 1920 – Firenze, 3 maggio 2007) è stato un giurista e filosofo italiano, studioso del diritto.

## Biografia
Sergio Cotta nasce a Firenze da Alberto Cotta, studioso di scienze forestali, e Mary Nicolis di Robilant. Da parte di madre è discendente diretto del matematico Leonardo Eulero. Studia a Firenze presso l'istituto dei barnabiti «La Querce» e poi si iscrive alla Facoltà di Scienze Politiche dell'Università di Firenze dove si laurea nel 1945.

Chiamato alle armi con il grado di sottotenente, il giorno dell'annuncio dell'armistizio, l'8 settembre 1943, è in Friuli a Latisana. Scioltosi l'esercito, scende in barca lungo l'Adriatico per raggiungere l'Italia non ancora occupata dai tedeschi. Ammalatosi di malaria, dopo svariate traversie decide di raggiungere il Piemonte, dove partecipa alla guerra di resistenza come comandante di una brigata partigiana nella VII Divisione Autonoma "Monferrato". È tra i primi ad entrare a Torino nei giorni della liberazione. Per la sua partecipazione alla guerra partigiana gli vengono attribuite la Medaglia di bronzo al valor militare (24-10-1951) e la Croce di guerra (31-3-1952). 

Nel 1945 sposa a Brozolo Elisabetta Radicati di Brozolo. Nascono tre figli: Irene, Maurizio e Gabriella.

## Studi
Dopo gli studi sul pensiero politico dell'Illuminismo i suoi interessi si sono incentrati sulla filosofia giusnaturalistica, che Cotta è stato in grado di fondere con elementi della tradizione fenomenologica. A partire dagli anni cinquanta ha pubblicato numerosi articoli e saggi monografici sulla visione politica di Montesquieu, Gaetano Filangieri, San Tommaso e Sant'Agostino, dedicandosi in seguito a riflessioni teoriche sul diritto e sulla politica. È stato direttore della Rivista internazionale di filosofia del diritto. Le sue opere sono state tradotte in francese, greco, inglese, portoghese e spagnolo.

## Carriera accademica
Ha iniziato all'Università di Torino come assistente del filosofo del diritto Norberto Bobbio. Vinto il concorso a professore ordinario, ha insegnato nelle università di Perugia, Trieste, Trento, Firenze e infine di Roma. È stato uno dei promotori della facoltà di giurisprudenza dell'Università "Gabriele d'Annunzio" di Teramo, presso la quale ha insegnato filosofia del diritto. All'Università La Sapienza di Roma ha tenuto dal 1966 al 1990 la cattedra di filosofia del diritto e, per alcuni anni, è stato anche direttore dell'istituto omonimo, intitolato al filosofo del diritto Giorgio Del Vecchio. Collocato a riposo nel 1995, da allora è professore emerito.
È stato socio corrispondente dell'Accademia delle Scienze di Torino (dal 1965) e dal 1995 socio nazionale dell'Accademia dei Lincei. Socio corrispondente dell'Institut de France e dell'Académie des Sciences morales et politiques. Socio dell’Accademia delle Scienze di Buenos Aires. Due volte Presidente dell’Institut International de Philosophie Politique.
Ha ricoperto la carica di presidente dell'Unione giuristi cattolici italiani e dell'Unione internazionale giuristi cattolici. Fu tra i componenti del comitato promotore del referendum abrogativo del 1974 della legge sul divorzio.
Tra i suoi allievi figurano Francesco D'Agostino, Bruno Montanari, Gaetano Carcaterra, Bruno Romano, Domenico Fisichella e il famoso cantante Antonello Venditti.

## Onorificenze
- Medaglia di bronzo al valor militare (24 ottobre 1951)
- Croce di guerra (31 marzo 1952)
- Grande ufficiale dell'ordine al merito della Repubblica (27 dicembre 2003)
- Croce di Prima Classe al Merito della Scienza e della Cultura della Repubblica Austriaca (14-9-1998)
- Cavaliere di gran croce dell'Ordine di San Silvestro papa.

## Opere
- Montesquieu e la scienza della società, 1953
- Gaetano Filangieri e il problema della legge, Torino, Giappichelli, 1954
- Il concetto di legge nella Summa Theologiae di San Tommaso d’Aquino, Torino, Giappichelli, 1955
- La città politica di S. Agostino, 1960
- Filosofia e politica nell'opera di Rousseau, 1964
- La sfida tecnologica, 1968
- L'uomo tolemaico, 1975
- Quale Resistenza?, 1977
- El hombre tolemaico, Ediciones RIALP, Madrid 1977
- Perché la violenza, 1978
- Giustificazione e obbligatorietà delle norme, 1981
- Il diritto nell'esistenza. Linee di ontofenomenologia giuridica, 1985
- Why violence ? A philosophical interpretation, University of Florida Press, Gainesville, 1985
- Dalla guerra alla pace, 1989
- Diritto, persona, mondo umano, 1989
- Il diritto nell'esistenza, edizione ampliata, 1991
- Il pensiero politico di Montesquieu, Bari, Laterza, 1995
- Le droit dans l’existance, Editions Bière, Bordeaux, 1996
- Soggetto umano, soggetto giuridico, 1997
- I limiti della politica, 2002
- Il diritto come sistema di valori, 2004
- Ontologie du phénomène juridique, Paris, Dalloz, 2015
- Perché il diritto (nuova ed.), Brescia, La Scuola, 2017